# فرودگاه بیکر لیک

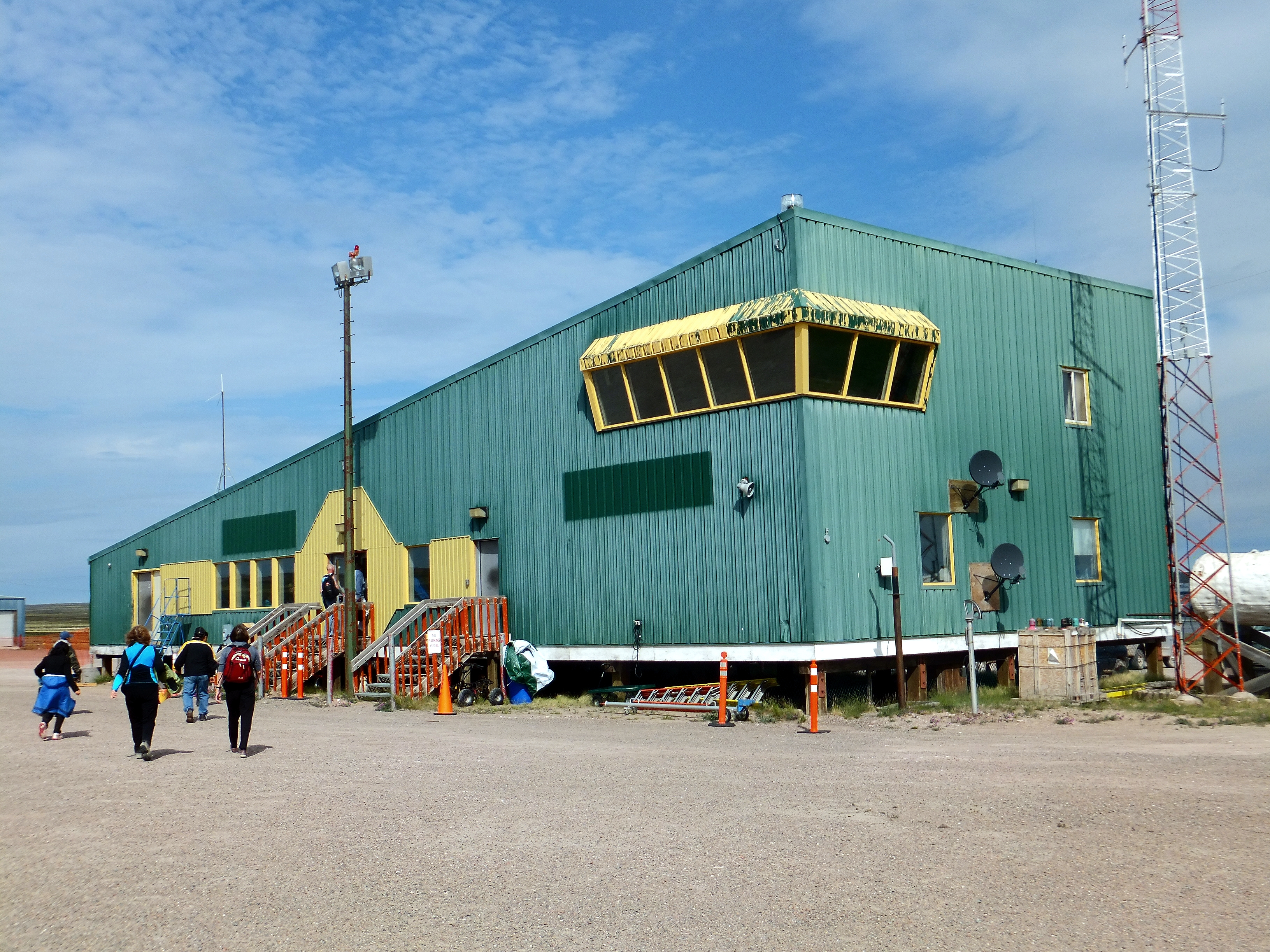
فرودگاه بیکر لیک

فرودگاه بیکر لیک (به انگلیسی: Baker Lake Airport) یک فرودگاه همگانی باربری با کد یاتا YBK است که یک باند فرود شن دارد و طول باند آن ۱۲۷۹ متر است. این فرودگاه در کشور ایالات متحده آمریکا قرار دارد و در ارتفاع ۱۹ متری از سطح دریا واقع شده‌است.